# Herb Gowarczowa
Herb Gowarczowa – jeden z symboli miasta i gminy Gowarczów, autorstwa Krzysztofa Dorcza, ustanowiony 29 sierpnia 2017.

## Wygląd i symbolika
Herb przedstawia na tarczy w polu błękitnym dwa skrzyżowane klucze srebrne piórami do góry. Jest to nawiązanie do historycznego herbu miasta.